# هنري هولكومب بينيت
هنري هولكومب بينيت (بالإنجليزية: Henry Holcomb Bennett)‏ هو صحفي وشاعر أمريكي، ولد في 5 ديسمبر 1863، وتوفي في 30 أبريل 1924.